# Гангстерска петорка (филм из 2004)
Гангстерска петорка (енгл. The Ladykillers) је амерички филм направљен 2004. у режији браће Коен. Главне улоге тумаче Том Хенкс, Ирма Хол и Марлон Вејанс.

## Кратак садржај
Римејк истоименог класика из 1955. Прича говори о професору (Том Хенкс) који окупља екипу како би опљачкао казино. Унајмљују собу у кући старије жене како би извршили препад. Након што старица открије њихов план, банда ју одлучује убити како би осигурали тајност. Али, то је лакше рећи него учинити.

## О филму
Коенови су за овај филм добили далеко најслабије критике у каријери; већина критичара је замјерила то што су искључиво преправили стари класик, а да му нису додали властити печат. 

## Улоге
| Глумац        | Улога         |
| ------------- | ------------- |
| Том Хенкс     | Професор Дор  |
| Ирма Хол      | Марва Мансон  |
| Марлон Вејанс | Гавејн Максем |
| Џ. К. Симонс  | Герт Панкејк  |
| Ци Ма         | генерал       |
| Рајан Херст   | Ламп Хадсон   |
| Дајана Делано | планинарка    |
| Џорџ Валанс   | шериф Вајнер  |